# Devecseri járás
A Devecseri járás Veszprém vármegyéhez tartozó járás Magyarországon, amely 2013-ban jött létre. Székhelye Devecser. Területe 421,73 km², népessége 13 875 fő, népsűrűsége pedig 33 fő/km² volt 2019 elején. 2013. július 15-én egy város (Devecser) és 27 község tartozott hozzá.
A Devecseri járás a járások 1983. évi megszüntetése előtt is létezett, ezen a néven és székhellyel 1971-ig, amikor székhelyét Ajkára helyezték és nevét ennek megfelelően Ajkai járásra változtatták. A 2013-ban létrehozott járási rendszerben Ajka és Devecser egyaránt járási székhely lett.

## Települései
| Település      | Rang (2013. július 15.) | Közös hivatal  | Kistérség (2013. január 1.) | Népesség (2019. január 1.) | Népesség változás | Terület (km²) |
| -------------- | ----------------------- | -------------- | --------------------------- | -------------------------- | ----------------- | ------------- |
| Devecser       | járásszékhely város     | Devecser       | Devecseri                   | 4 238                      | Növekedés         | 64,11         |
| Adorjánháza    | község                  | Csögle         | Devecseri                   | 351                        | Növekedés         | 11,42         |
| Apácatorna     | község                  | Tüskevár       | Devecseri                   | 139                        | Növekedés         | 7,29          |
| Borszörcsök    | község                  | Somlóvásárhely | Devecseri                   | 345                        | Növekedés         | 11,8          |
| Csögle         | község                  | Csögle         | Devecseri                   | 531                        | Csökkenés         | 16,91         |
| Dabrony        | község                  | Somlóvásárhely | Devecseri                   | 389                        | Növekedés         | 17            |
| Doba           | község                  | Somlóvásárhely | Devecseri                   | 399                        | Csökkenés         | 21,22         |
| Egeralja       | község                  | Csögle         | Devecseri                   | 212                        | Csökkenés         | 8,94          |
| Iszkáz         | község                  | Tüskevár       | Devecseri                   | 326                        | Csökkenés         | 15,74         |
| Kamond         | község                  | Csögle         | Devecseri                   | 409                        | Csökkenés         | 20,5          |
| Karakószörcsök | község                  | Csögle         | Devecseri                   | 252                        | Csökkenés         | 7,11          |
| Kerta          | község                  | Csögle         | Devecseri                   | 552                        | Növekedés         | 15,46         |
| Kisberzseny    | község                  | Tüskevár       | Devecseri                   | 109                        | Növekedés         | 5,29          |
| Kiscsősz       | község                  | Tüskevár       | Devecseri                   | 95                         | Növekedés         | 9,04          |
| Kispirit       | község                  | Tüskevár       | Devecseri                   | 44                         | Csökkenés         | 4,96          |
| Kisszőlős      | község                  | Somlóvásárhely | Devecseri                   | 119                        | Csökkenés         | 6,49          |
| Kolontár       | község                  | Tüskevár       | Devecseri                   | 639                        | Csökkenés         | 21,72         |
| Nagyalásony    | község                  | Somlóvásárhely | Devecseri                   | 436                        | Növekedés         | 14,01         |
| Nagypirit      | község                  | Tüskevár       | Devecseri                   | 222                        | Csökkenés         | 10,17         |
| Noszlop        | község                  | Devecser       | Ajkai                       | 913                        | Csökkenés         | 34,06         |
| Oroszi         | község                  | Somlóvásárhely | Devecseri                   | 138                        | Növekedés         | 4,74          |
| Pusztamiske    | község                  | Tüskevár       | Devecseri                   | 401                        | Növekedés         | 17,82         |
| Somlójenő      | község                  | Somlóvásárhely | Devecseri                   | 256                        | Növekedés         | 8,15          |
| Somlószőlős    | község                  | Somlóvásárhely | Devecseri                   | 640                        | Csökkenés         | 19,46         |
| Somlóvásárhely | község                  | Somlóvásárhely | Devecseri                   | 1 047                      | Csökkenés         | 23,21         |
| Somlóvecse     | község                  | Somlóvásárhely | Devecseri                   | 43                         | Csökkenés         | 4,93          |
| Tüskevár       | község                  | Tüskevár       | Devecseri                   | 552                        | Csökkenés         | 17,01         |
| Vid            | község                  | Somlóvásárhely | Devecseri                   | 112                        | Csökkenés         | 3,17          |